# Choristoneura chapana
Choristoneura chapana es una especie de polilla del género Choristoneura, tribu Archipini, subfamilia Tortricinae. Fue descrita científicamente por Razowski en 2008.

## Distribución
Se distribuye por Asia: norte de Vietnam.